# Single Guide RNA

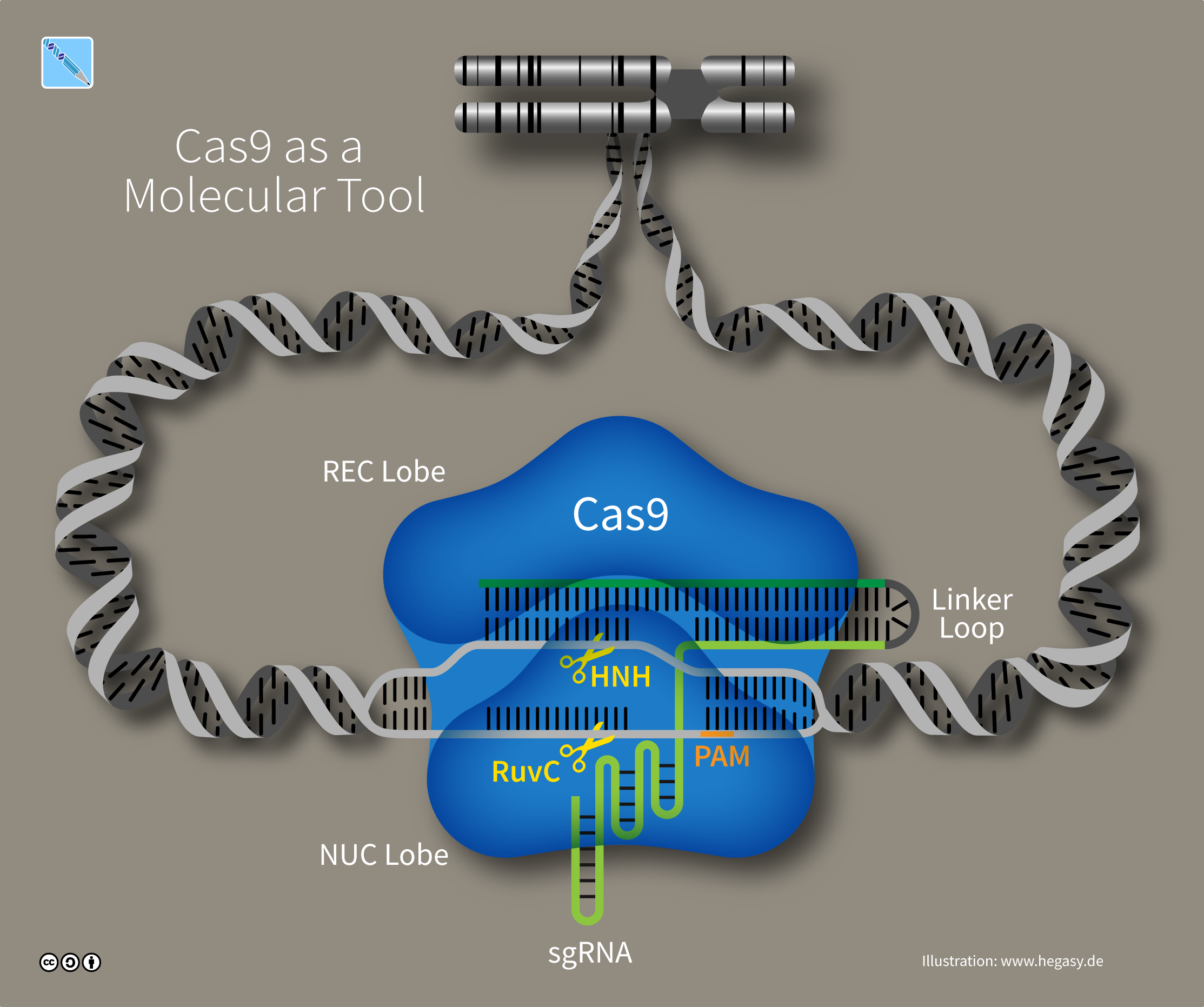
sgRNA bei Cas9 (grün)

Basenpaarung zwischen der sgRNA und Zielsequenz

Single Guide RNA (sgRNA) ist eine künstliche RNA, die in der CRISPR/Cas-Methode, der CRISPRi oder der CRISPRa in Kombination mit Cas9 oder Cas12b verwendet wird.

## Eigenschaften
Die sgRNA bildet eine Sekundärstruktur, die als R-loop bezeichnet wird. Sie kann in Bakterien, Hefen, Fruchtfliegen, Zebrafischen, Mäusen und Menschen verwendet werden. Daraufhin wird sie von Cas-Proteinen des Typs I und II gebunden. Natürlicherweise bindet Cas9 zwei RNA, die crRNA und die tracrRNA, während bei der Methode nur eine aus Sequenzen der beiden RNA bestehende sgRNA verwendet wird. Dadurch muss für die CRISPR/Cas-Methode nur eine DNA synthetisiert werden, die als Template der sgRNA dient. Eine sgRNA besteht aus den 20 Nukleotiden strangaufwärts (in 5'-Richtung) von einem Protospacer Adjacent Motif (PAM) der zu schneidenden Ziel-DNA und einem Teil der tracrRNA. Bevorzugt befindet sich am 5'-Ende der 20 Nukleotide (Position 1) ein Guaninnukleotid (GC-clamp) und vier Nukleotide vor dem PAM (Position 17) ein Adenin- oder Thyminnukleotid. Programme zur Identifikation von 20 Nukleotiden vor einem PAM bzw. zum Entwerfen einer sgRNA sind beispielsweise CHOPCHOP, CasOFFinder, FlyCRISPR, CRISPR-ERA, SgRNA Designer, CRISPOR, E-CRISP und CRISPRdirect.
Meistens werden zum Einschleusen der sgRNA in eukaryotische Zellen virale Vektoren transduziert oder Plasmide transfiziert. Bei Verwendung zur Gentherapie in Eukaryoten wird ein eukaryotischer Promotor verwendet. Im Falle einer Einschleusung des Cas-Proteins und der sgRNA in eine Zelle wird die sgRNA vorher durch eine In-vitro-Transkription erzeugt. Dies geschieht beispielsweise mittels eines T7-Promotors im DNA-Template und der T7-RNA Polymerase.